# Aspilota leptocornis
Aspilota leptocornis är en stekelart som beskrevs av Fischer 1976. Aspilota leptocornis ingår i släktet Aspilota och familjen bracksteklar. Inga underarter finns listade.